# Oberreifferscheid
Oberreifferscheid is een plaats in de Duitse gemeente Hellenthal, deelstaat Noordrijn-Westfalen, en telt 146 inwoners (2006).